# Drew Gitlin
Pour les articles homonymes, voir Gitlin.
Drew Gitlin, né le 26 mai 1958 à Los Angeles, est un joueur de tennis américain.

## Palmarès

### Titres en double messieurs
| No | Date       | Nom et lieu du tournoi                   | Catégorie | Dotation  | Surface      | Partenaire   | Finalistes                       | Score    |  |
| -- | ---------- | ---------------------------------------- | --------- | --------- | ------------ | ------------ | -------------------------------- | -------- |  |
| 1  | 22-02-1982 | Egyptian Open Le Caire                   |           | 75 000 $  | Terre (ext.) | Jim Gurfein  | Heinz Günthardt Markus Günthardt | 6-4, 7-5 |  |
| 2  | 26-07-1982 | Cap d'Agde WCT Le Cap d'Agde             |           | 300 000 $ | Terre (ext.) | Andy Andrews | Pavel Složil Tomáš Šmíd          | 6-2, 6-4 |  |
| 3  | 31-10-1983 | Tournoi de tennis de Hong Kong Hong Kong |           | 100 000 $ | Dur (ext.)   | Craig Miller | Sammy Giammalva Jr Steve Meister | 6-2, 6-2 |  |

### Finales en double messieurs
| No | Date       | Nom et lieu du tournoi             | Catégorie  | Dotation  | Surface         | Vainqueurs                      | Partenaire        | Score         |  |
| -- | ---------- | ---------------------------------- | ---------- | --------- | --------------- | ------------------------------- | ----------------- | ------------- |  |
| 1  | 23-11-1981 | Manille Grand Prix Manille         | Grand Prix | 75 000 $  | Terre (ext.)    | Mike Bauer John Benson          | Jim Gurfein       | 6-4, 6-4      |  |
| 2  | 20-09-1982 | Los Angeles WCT Los Angeles        |            | 300 000 $ | Moquette (int.) | Kevin Curren Hank Pfister       | Andy Andrews      | 4-6, 6-2, 7-5 |  |
| 3  | 25-04-1983 | Robinson's Men's Tennis Open Tampa |            | 75 000 $  | Moquette (int.) | Tony Giammalva Steve Meister    | Eric Fromm        | 3-6, 6-1, 7-5 |  |
| 4  | 25-07-1983 | Volvo International North Conway   |            | 200 000 $ | Terre (ext.)    | Mark Edmondson Sherwood Stewart | Eric Fromm        | 7-6, 6-1      |  |
| 5  | 23-07-1984 | Sovran Bank Classic Washington     |            | 200 000 $ | Terre (ext.)    | Pavel Složil Ferdi Taygan       | Blaine Willenborg | 7-6, 6-1      |  |
| 6  | 29-10-1984 | Tournoi de tennis de Taïwan Taïwan |            | 75 000 $  | Moquette (int.) | Ken Flach Robert Seguso         | Hank Pfister      | 6-1, 6-7, 6-2 |  |